# IC 304
IC 304 је спирална галаксија у сазвјежђу Персеј која се налази на листи објеката дубоког неба у Индекс каталогу.
Деклинација објекта је + 37° 52' 55" а ректасцензија 3h 15m 1,4s. Привидна величина (магнитуда) објекта IC 304 износи 13,9 а фотографска магнитуда 14,7. Налази се на удаљености од 75,157 милиона парсека од Сунца. IC 304 је још познат и под ознакама UGC 2609, MCG 6-8-5, CGCG 525-10, IRAS 03118+3741, PGC 12080.